# António Ferreira Cabral Pais do Amaral
António Ferreira Cabral Pais do Amaral (Baião, 15 de janeiro de 1863 — Lisboa, 11 de dezembro de 1956), frequentemente referido apenas por António Cabral, bacharel em Direito pela Universidade de Coimbra, foi um influente político da fase final da Monarquia Constitucional Portuguesa que, entre outras funções de relevo, foi deputado, Ministro das Obras Públicas (1905 a 1906) e Ministro da Marinha e Ultramar (1908 a 1909). Militante do Partido Progressista, após a implantação da República Portuguesa foi dirigente da Ação Realista Portuguesa.

## Biografia
Começou a sua carreira política ao ser pela primeira vez eleito deputado em 1897, pelo então círculo de Braga, e mais tarde também círculo de Angra do Heroísmo, facto que aconteceu sucessivamente nas várias legislaturas que se estenderam pelos anos de 1902 a 1904; 1904; de 1905 a 1906; 1906; de 1906 a 1907; de 1908 a 1910.
Exerceu o cargo de deputado por Angra do Heroísmo apesar de não ter qualquer ligação ao Arquipélago dos Açores, local onde nunca esteve. Foi um caso típico dos deputados que então eram impostos pelos marechais do Partido Progressista nos então Círculos da Província.
No progredir da sua carreira política exerceu o cargo de Ministro das Obras Públicas durante o governo de José Luciano de Castro, isto nos anos de 1905 a 1906 e de Ministro da Marinha e Ultramar, no governo de Artur Alberto de Campos Henriques nos anos de 1908 a 1909.
Foi formado Bacharel em Direito pela Universidade de Coimbra no ano de 1886, fator que lhe terá facilitado o acesso as funções de Delegado do Procurador Régio na Comarca de Moncorvo nos anos de 1889 a 1896.
Corria o ano de 1899 quando foi nomeado subdiretor da Penitenciária Central de Lisboa.
Com a Implantação da República, foi afastado do lugar de subdiretor da Penitenciária Central de Lisboa, facto que o levou a  dedicar-se exclusivamente às letras. Foi então que a partir de 1914, deu inicio à publicação de uma vasta bibliografia.
Fez parte da organização monárquica Ação Realista Portuguesa e encontra-se colaboração da sua autoria na revista Acção Realista (1924-1926).
A 16 de setembro de 1970, foi agraciado, a título póstumo, com o grau de Oficial da Ordem Militar de Avis.

## Dados genealógicos
Era filho do seu homónimo António Ferreira Cabral Pais do Amaral e de Maria Cândida de Vasconcelos de Sousa e Menezes
Foi casado com: Guilhermina da Silva 
Teve: Maria Berta Cabral Pais do Amaral casada com Dinis de Castro e Sousa de Almeida Sarmento